# Somálci
Somálci jsou obyvatelé východní Afriky. Obývají převážně tzv. africký roh. Mluví somálštinou, jazykem kúšitské jazykové větve, afro-asijské rodiny. Po celém světě žije asi 12,7 milionů Somálců, z toho 7,8 milionů v samotném Somálsku. Téměř všichni Somálci jsou muslimové.

## Etnicita
Somálci jsou svébytný národ, který má z genetického hlediska více společného s ostatními Kušity (Etiopany a Eritrejci) než s bantuskými Afričany. Jsou výsledkem dávného mísení europoidů (Severoafričanů) a negroidů. V Somálsku ovšem žijí ještě Somálští Bantuové, kteří byli do Somálska dovezeni v 19. století arabskými otrokáři z východní Afriky. Tito Bantuové mají již zcela negroidní rysy a somálské klany jimi pohrdají. Živí se také jako zemědělci, zatímco obživou Somálců je pastevectví.

## Somálské klany

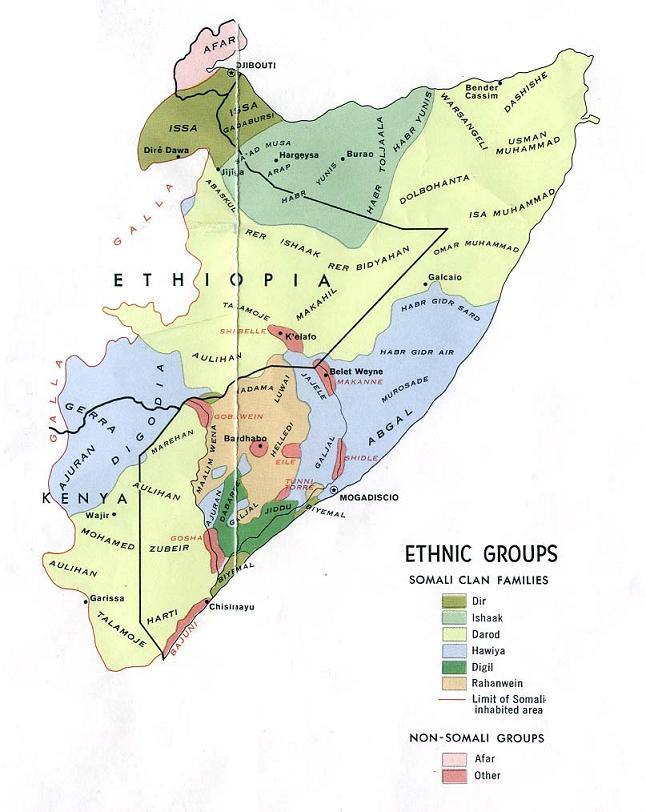
Mapa rozšíření jednotlivých klanů

Ačkoli mluvíme o Somálcích jako o jednom národu, ve skutečnosti jsou Somálci rozděleni na genealogické klany. Základní větve jsou dvě – Sammal a Sab (jedná se o jména dvou bratrů, kteří údajně byli členy kmene proroka Mohameda, Kurajšovců). Ty se dále člení na klanová seskupení. Ve větvi Sammal, kterou tvoří přibližně ¾ Somálců, jsou čtyři – Darod, Dir, Hawiye a Isaaq/Ishaak; ve druhé větvi jsou klanová seskupení dvě – Digil a Rahanweyn. Tyto se navíc opět člení na řadu klanů. Někdy se uvádí, že klanové seskupení Dir zahrnuje i Ishaak aGadabursi (ten je často uváděn jako samostatný klan).
Klany jsou rozšířeny bez ohledu na státní hranice a přátelské či nepřátelské vztahy mají tradice staletých zkušeností. Příslušnost ke klanu, který odvozuje svoji existenci od společného zakladatele nebo předka, je základní a nejdůležitější identitou Somálce. Jazykově ani antropologicky se klany významně neliší. Právě klanová struktura je příčinou častých etnických nepokojů a občanské války. Nelze však říci, který klan je více pronásledován nebo ustrkován. Vždy bude záležet na místě a regionu, ve kterém se násilnosti, či diskriminace odehrávají, jaké jsou místní zkušenosti s příslušníky jiných klanů.

### Klanová organizace
Vnitřní věci klanu jsou řešeny radou starších, v jejíž čele stojí klanový vůdce, tzv. suldaan nebo ugas. Na severu existuje systém smluvních dohod mezi různými spřízněnými skupinami, jsou dokonce specifikovány pokuty za porušení zvykového práva. Na jihu takovýto systém smluv není. Politický život na venkově je typický vyjednáváním, poradami a volnou diskuzí.

### Klan Darod
Darod je jedním z nejsilnějších a nejvlivnějších klanů. Z něj pochází např. bývalý dlouholetý prezident Siad Barre (subklan Marehanů, vláda 1969–1991) či Yusuf Ahmed. Jeho příslušníci žijí v severovýchodním a jižním Somálsku a v severovýchodní Keni, velká část obývá Ogaden (do r. 1994 etiopské provincie Harerge a Bala, které byly po změně administrativního členění spojeny do jedné provincie Somalia).

### Klan Hawiye
Hawiye je dalším velkým klanovým seskupením, žijícím na východě a ve středu Somálska, dále v částech Etiopie a severovýchodní Keni. Severní klany Hawiye (Habr Gedir/Habar Gidir) hovoří dialektem běžné somálštiny, podobným sousedním klanům Darod. Zatímco jižní klany Hawiye (zvláště Abgaal a Gaaljaal) hovoří benaadirským dialektem běžné somálštiny.

### Klan Ishaak
Ishaak dominuje v současném Somalilandu (na severu Somálska, bývalé Britské Somálsko), jeho příslušníci žijí také v Džibuti a Etiopii a mluví běžnou severní somálštinou. Klan také stál za založením nyní de facto nezávislého Somalilandu, jenž vyhlásil svou nezávislost 20. května 1991.

### Klanové seskupení Rahanweyn
Rahanweyn je velké klanové seskupení v jižním Somálsku, kde se mluví různými dialekty nebo jazyky Maay (jižní somálština). Několika různými dialekty jižní somálštiny mluví i klanové seskupení Digil.
V rámci větve Sab byl vytvořen kastovní systém, ve kterém je status jednotlivých skupin založen na jejich zaměstnání. Největší skupinou byli midgaan, což je hanlivé označení pro holiče, pro ty, kteří prováděli obřízku, a také pro lovce. Tumaal byli kováři a yibir sloužili jako věštci, kouzelníci a výrobci ochranných amuletů. Tento kastovní systém se však od 90. let 20. století pomalu vytrácí.

### Klanové seskupení Dir
Dir je klanové seskupení s různými klany v Džibuti, Etiopii, Somálsku a severovýchodní Keni. Gadabuursi, jež je nejčastěji označován jako jeden z klanů Dir, žije v severozápadním Somálsku, a částech Džibuti a Etiopie. Dir mluví běžnou severní somálštinou.
Asi 300 000 Somálců žije v Džibuti, tvoří zde přibližně polovinu populace (druhým v podstatě stejně početným etnikem v Džibuti jsou Afarové). Jedná se o klan Íssů, členy klanu Dir. Obývají jih země a rozsáhlé přilehlé oblasti Ogadenu a Somálska (Somalilandu).

## Kultura

### Náboženství
Somálci byli islamizováni ve 12. století, proto 99,8 % vyznává islám, který je státním náboženstvím. Jde o islám sunnitského směru šáfiitské nábožensko-právní školy. Značně jsou rozšířeny súfijské řády: Sálihija, Kádirija, Ahmadija, Rifaija aj., pro které je charakteristické monotónní prozpěvování, víření, žvýkání khatu (omamné listí) a upadávání do transu. Pět základních islámských pilířů je obecně dodržováno, avšak somálské ženy nikdy nenosily předepsaný šátek.
Křesťanů je několik tisíc – protestanti, katolíci, stoupenci etiopského monofyzismu.
Somálci si zachovali i předislámské obyčeje, např. víru v duchy přírody zar, kteří jsou vyvoláváni ženami v extatickém stavu a kvůli nim muži před sňatkem podstupují zkoušku statečnosti, nebo různé rituální tance.
Somálci věří, že jak náboženští tak i světští vůdci mají moc žehnat i zaklínat lidi. Tuto moc, která jim byla dána Alláhem, nazývají baraka. Neexistuje zde žádná hierarchie duchovních. Mezi kočovnými klany mívají značný respekt tzv. wadaad. Jejich povinnostmi jsou vedení modliteb a provádění rituálních obětí v době náboženských svátků a při zvláštních příležitostech. Zabývají se také astronomií, kterou uplatňují při léčbě, věštění anebo určování správné doby pro migraci.

### Manželství
Manželství mezi Somálci je tradičně považováno nejen za svazek mezi mužem a ženou, ale také mezi klany a rodinami. Ženská obřízka je velmi rozšířena. Manželství jsou domlouvána nejčastěji otcem dívky. Ženich rodině nevěsty platí, nejčastěji zvířaty nebo penězi. Nevěsta nepřebírá manželovo jméno, ale uchovává si své dívčí jméno. V severním Somálsku, v klanu Samaal, jsou manželství uzavírána mezi nespřízněnými rodinami, explicitně aby si zajistili nové spojence. Na jihu jsou budoucí nastávající vybíráni podle arabských tradic mezi bratranci a sestřenicemi z otcovy linie. Jako muslim má každý Somálec právo oženit se až se čtyřmi ženami.

### Dělba práce v rodině
Shromažďování stáda a dojení velbloudů je výhradně mužskou doménou. Ženy a děti často hlídají malá stáda ovcí a koz. Výchova dětí a domácí práce jsou úkolem žen a jejich starších dcer. Mezi práce žen nomádských klanů patří i stavba a stěhování chýší aqal. Ženy nekočujících klanů se pak starají o pěstování a sklizeň úrody. Co se týče výchovy dětí, muži přebírají iniciativu v oblasti náboženství, tedy studia Koránu. Somálští muži se často cítí nesví, pokud stráví delší dobu doma.

### Sídla Somálců
Jsou rozlišovány dva hlavní typy somálských vesnic. První z nich je nomádské tábořiště typické hustým seskupením velkých přenosných chýší, tzv. aqal. Druhý typ vesnic obývají usedlí rolníci a pastevci. Jedná se o trvalá sídliště s v průměru pěti sty obyvateli a asi stovkou blátěné chýší s doškovými střechami, tzv. mundul. Stále běžnějším typem budov jsou blátěné chýše s plechovou střechou, tzv. baraako. Tyto vesnice jsou více rozptýlené než nomádská tábořiště, jsou obklopeny farmami a ve středu téměř každé vesnice lze najít mešitu a tržiště.

## Somálská diaspora
Velké množství jich pobývá jako uprchlíci v okolnich afrických zemích (např. Keňa) a v Jemenu.
Z rozvinutých zemí žijí především v anglofonních zemích a ve Švédsku, kde byli přijati jako žadatelé o azyl. Zde mají velký podíl na kriminální činnosti, především na znásilňování. Jedno z nejznámějších znásilnění způsobených Somálci se událo večer na Silvestra 2004, kdy osmnáctiletá Švédka byla znásilněna čtyřmi Somálci a poté velmi surově mučena.
V USA žije početná komunita somálských uprchlíků ve městě Minneapolis ve státě Minnesota a ve městě Columbus v Ohiu.